# Mädchen (Lied)
Mädchen ist ein Lied und die Debütsingle der deutschen Band Lucilectric aus dem Jahr 1993.

## Entstehung und Veröffentlichung
Geschrieben wurde das Lied gemeinsam von den beiden Lucilectric-Mitgliedern Ralf Goldkind und Luci van Org. Für die Produktion zeichneten Andreas Herbig und Annette Humpe verantwortlich.
Die Erstveröffentlichung von Mädchen erfolgte als Single im Jahr 1993 bei Sing Sing Records. Diese erschien als 7″-Single mit der B-Seite Nur wer im Heute lebt (Katalognummer: 74321 15961 7) sowie als 12″-Maxi-Single (Katalognummer: 74321 15961 1) und CD-Maxi-Single (Katalognummer: 74321 15961 2), die beide jeweils um zwei Remixe zu Mädchen erweitert wurden. Am 25. April 1994 erschien das Lied als Teil von Lucilectrics gleichnamigen Debütalbums (Katalognummer: 74321 18889-2). Im Jahr 1994 wurde eine englischsprachige Version namens Girly Girl veröffentlicht., welcher auf dem Soundtrack zu Die unendliche Geschichte III diente.

## Inhalt
„Ich bin so froh, dass ich ’n Mädchen bin, dass ich ’n Mädchen bin.

Komm doch mal rüber, Mann, und setz’ dich zu mir hin.

Weil ich ’n Mädchen bin, weil ich ’n Mädchen bin.

Keine Widerrede, Mann, weil ich ja sowieso gewinn’.

Weil ich ’n Mädchen bin.“

## Musikvideo
Das Musikvideo zeigt die Interpretin Luci van Org singend und in einem roten Kleid auf einer mit Rosen verzierten Schaukel. Ralf Goldkind ist neben ihr Gitarre spielend und mit einem Blumenrock gekleidet zu sehen. Es zählte bis Mitte Juni 2025 über 2,9 Millionen Aufrufe auf der Videoplattform YouTube.

## Preise
Bei der Echoverleihung 1995 gewann das Lied in der Kategorie „Rock-Pop-Single des Jahres national“.

## Kommerzieller Erfolg

### Chartplatzierungen
| ChartsChartplatzierungen | Höchstplatzierung | Wochen |
| ------------------------ | ----------------- | ------ |
| Deutschland (GfK)        | 2 (23 Wo.)        | 23     |
| Österreich (Ö3)          | 3 (13 Wo.)        | 13     |
| Schweiz (IFPI)           | 5 (18 Wo.)        | 18     |

| ChartsJahrescharts (1994) | Platzierung |
| ------------------------- | ----------- |
| Deutschland (GfK)         | 14          |
| Österreich (Ö3)           | 27          |
| Schweiz (IFPI)            | 33          |

### Auszeichnungen für Musikverkäufe
| Land/Region        | Auszeichnungen für Musikverkäufe (Land/Region, Auszeichnung, Verkäufe) | Verkäufe |
| ------------------ | ---------------------------------------------------------------------- | -------- |
| Deutschland (BVMI) | Gold                                                                   | 250.000  |
| Österreich (IFPI)  | Gold                                                                   | 25.000   |
| Insgesamt          | 2× Gold ·                                                              | 275.000  |